# Afrocostarricense
Los afrocostarricenses son la población oriunda de Costa Rica descendiente de los pueblos traídos del África negra en condición de esclavitud. Los afrocostarricenses,  representan cerca del 8% de la población, y son una de las etnias más relevantes del país en cuanto a sus aportes económicos, sociales, ambientales, culturales y políticos.

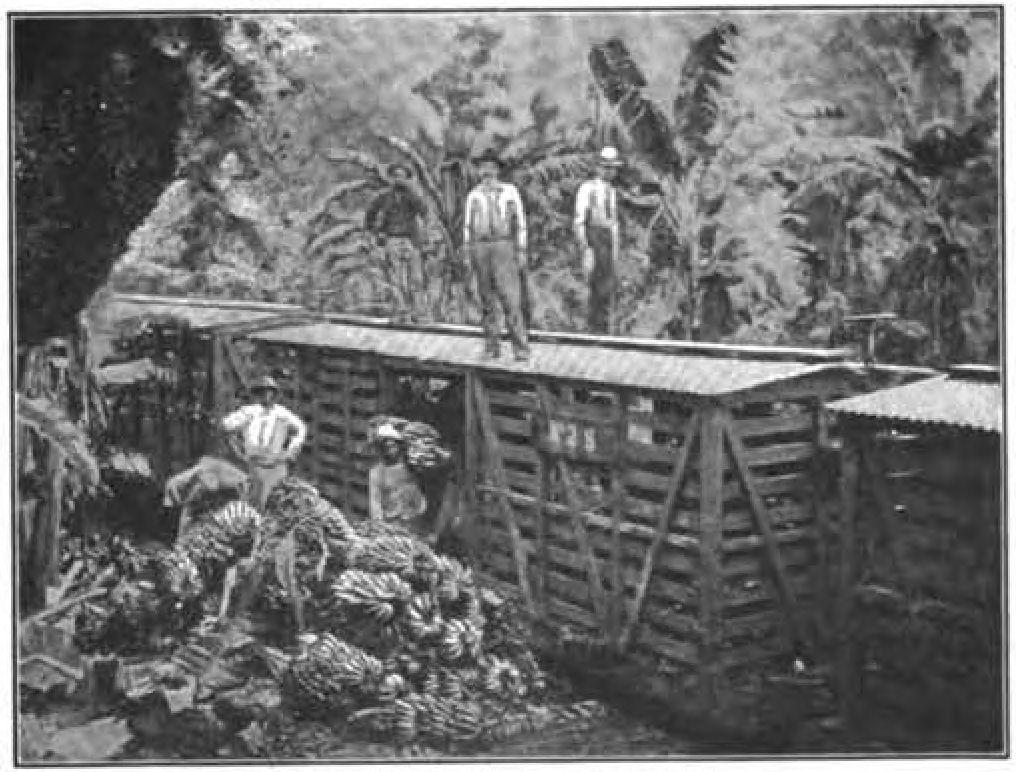
La producción bananera usó mano de obra afrocaribeña

## Historia
Los primeros pobladores negros llegaron al Caribe Sur de Costa Rica durante los siglos XVII y XVIII, sin embargo en los libros de historia oficial al igual que en el resto del continente no se consigna esta realidad, se hace énfasis en que llegaron durante el siglo XIX como trabajadores desde el Caribe. Los miembros de la primera oleada fueron ubicados en el Pacífico y Meseta Central de Costa Rica. Provenían mayormente de África Occidental y Ecuatorial; mandingas de Gambia, wolofe de Guinea, ashanti de Ghana, ije de Benín, puras de Sudán, bariba, yoruba y congoleños de Costa de Marfil. Se desempeñaron como personas esclavizadas  en los ranchos ganaderos de Guanacaste y las plantaciones de Cacao de Matina en donde hubo mestizaje forzado con los dueños blancos que a menudo tomaban mujeres esclavizadas  negras como concubinas. 

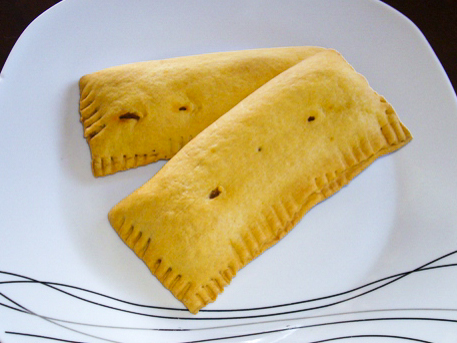
Patí, comida típica afrocaribeña.

La mayoría de los hijos mulatos producto de estas uniones eran liberados lo que hizo que la cantidad de esclavizados menguara gradualmente. La esclavitud fue abolida oficialmente en 1823 junto al resto de Latinoamérica, excepto Cuba y Puerto Rico. 
La ola migratoria más reconocida sobrevino a finales del siglo XIX con la construcción del Ferrocarril al Atlántico en donde cientos de trabajadores jamaicanos y de las Antillas  fueron importados al país. El primer barco cargado de trabajadores jamaicanos que emigraban ante la crisis económica azucarera de Jamaica,  (en ese entonces una colonia inglesa) el Lizzie, llegó al Puerto Limón el 20 de diciembre de 1870 trayendo 123 personas, incluidas 3 mujeres. En poco tiempo habría miles de nuevos emigrantes jamaicanos, algunos de los cuales se dedicarían también a trabajar en las bananeras cuando no había trabajo en el ferrocarril ya que  fueron desposeídos de sus ahorros y no se les pagó los últimos meses de su trabajo. La mayoría de estos permanecieron en el área de Limón y su movilidad por el resto del país era restringida. Durante estos años los pobladores negros de origen jamaicano fueron formando una identidad propia, manteniendo sus costumbres, religión anglicana, comidas, música, folklor e idiomas, especialmente por el aislamiento que tenían respecto al resto del país, tanto porque las plantaciones bananeras estaban administradas por empresas extranjeras como la United Fruit Company y en fincas alejadas del resto, y porque las leyes del momento limitaban su posibilidad de salir de la provincia caribeña. Esto derivó en la existencia de una rica cultura afrocaribeña que aún hoy perdura. 

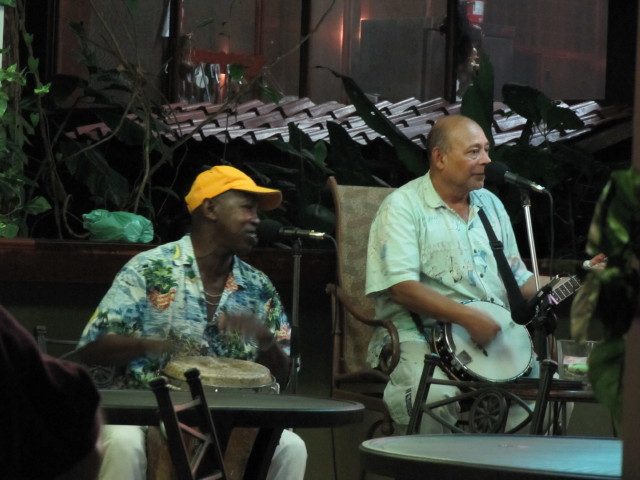
Los afrocostarricenses han enriquecido en todo aspecto a la cultura tica.

Después de la revolución de 1948 liderada por José Figueres Ferrer la segregación racial fue abolida y a la mayoría  de la población afrocostarricense se le dotó del voto y del derecho a ser electos.  El aporte de los afrodescendientes se percibe en todos los aspectos de la nación centroamericana. El 31 de agosto de cada año, se celebra en el país el día de la Persona Negra y la Cultura Afrocostarricense, siendo actualmente feriado nacional.

## Demografía
Debido a su origen predominantemente jamaicano esta población negra tiende a tener nombres y apellidos anglosajones, a ser de religión protestante y a hablar inglés o patois. La otra rama de la población negra, la minoritaria llegada durante el Imperio Español, suele tener apellidos latinos y ser católica, se concentra mayormente en Guanacaste, de hecho Meléndez y Duncan citan que Juan Santamaría fue hijo natural de un guanacasteco de etnia negra, por lo que el héroe nacional sería afrodescendiente. Hoy en día la población negra está difundida por todo el país a razón de 32% en San José, 16% en Alajuela, 15% en Limón, 10% en Heredia y 8% en Cartago.

## Afrocostarricenses destacados
Muchos costarricenses afrodescendientes han logrado destacarse y aportar significativamente en una amplia variedad de áreas. A continuación, se presentan algunas figuras notables cuyas contribuciones han tenido un impacto importante en diversos campos:

### Política
- Alex Curling Delisser, activista de los Derechos Humanos y primer diputado negro de Costa Rica.[8]
- Eduardo Cruickshank, diputado y primer presidente afrodescendiente de la Asamblea Legislativa.
- Epsy Campbell,  primera vicepresidenta negra de Costa Rica (2018-2022).
- Joycelyn Sawyers Royal,[9] exdiputada y embajadora de Costa Rica en Jamaica.
- Marcelle Taylor Brown, docente y exdiputada; declarada Ciudadana de Honor.
- Thelma Curling Rodríguez, primera diputada negra del país en el periodo 1982-1986.

### Tecnología
- Nathalie Cook, abogada especialista en Derecho Informático, pionera en abordar y denunciar prejuicios raciales en Algoritmos e Inteligencia Artificial.[10]

### Derechos Humanos
- Angie Cruickshank Lambert, primera persona afrodescendiente en asumir el puesto de Defensora de los Habitantes de la República
- Laura Hall, líder comunitaria, defensora de los derechos afrodescendientes.[11]

### Literatura y Artes
- Eulalia Bernard, escritora y poetisa, primera mujer afrodescendiente en publicar un libro en Costa Rica[12]
- Quince Duncan, escritor Premio Nacional de Novela y Premio Editorial Costa Rica.
- Shirley Campbell Barr, Poeta y activista por los derechos humanos.
- Walter Ferguson, músico calypsonian, quien marcó un hito para la música caribeña.

### Deportes
- Hanna Gabriel, campeona mundial de boxeo
- Hernán Medford, futbolista y exdirector técnico de la selección de Costa Rica.
- Nery Brenes, destacado corredor mundial.
- Paulo Wanchope, exfutbolista.
- Sherman Guity, atleta paraolímpico, ganador de 2 medallas de oro en 200 y 600 metros, en París 2024, impuso dos nuevos récords mundiales en estas olimpiadas, convirtiéndose en el mejor paratletas del mundo.

### Ciencias y Educación
- Marva Spence Sharpe, lingüista, investigadora y profesora universitaria.
- Sherman Thomas Jackson, académico universitario y primer excandidato presidencial afrodescendiente.

### Cultura y Entretenimiento
- Marva Wright, primera Miss Costa Rica afrodescendiente.
- Thelma Darkings, conocida actriz y presentadora.

### Trabajo Social y Comunitario
- Roberto Evans, primer sacerdote negro del país, destacado por su obra social, deportiva y educativa.

### Relaciones Públicas
- Priscila Scott, Relacionista Pública, Embajadora del Estado de la Diáspora Africana.